# Piccolo Nemo - Avventure nel mondo dei sogni
Piccolo Nemo - Avventure nel mondo dei sogni (リトル・ニモ?, Ritoru Nimo, lett. "Piccolo Nemo") è un film d'animazione del 1989 diretto da Masami Hata e William Hurtz.
Pellicola realizzata dalla Tokyo Movie Shinsha (l'ultima versione statunitense è del 1992), ispirata alla striscia a fumetti Little Nemo del disegnatore statunitense Winsor McCay.
Il film aveva attraversato un lungo processo di sviluppo con un certo numero di sceneggiatori. In definitiva, la sceneggiatura è stata accreditata a Chris Columbus e Richard Outten, con varie modifiche alla storia originale.

## Trama
Nemo è un ragazzo di dieci anni, divorato da turbolenti incubi che continuamente disturbano le sue notti e il suo subconscio. La sua avventura ha inizio proprio durante uno dei suoi soliti sogni, quando i suoi occhi vedono un dirigibile affacciarsi alla finestra e un uomo apparire misteriosamente davanti al proprio letto. Lo sconosciuto dice di chiamarsi Professor Genio ed afferma di essere lì con l'unico scopo di prelevare Nemo e di condurlo nel magico Mondo dei Sogni. Qui viene accolto festosamente dagli abitanti del regno e in modo particolare dal re, Morpheus, con il quale instaura subito un buon rapporto di amicizia e di fiducia. Nemo conosce la Principessa Camilla e scopre ben presto di esser stato chiamato nel Mondo dei Sogni per divenire suo principe. Re Morpheus gli affida così due preziosi doni: una chiave d'oro e lo scettro reale. Proprio durante la sua incoronazione, Nemo viene però persuaso, da un amico poco raccomandabile di nome Flip, ad aprire con la preziosa chiave dorata una porta nascosta nei sotterranei del palazzo reale che gli era stato fatto promettere di non aprire. Così facendo, libera un terribile demone che cattura Re Morpheus e lo confina nel Regno degli Incubi. Prendendosi carico di questa responsabilità, Nemo, Camilla, il Professore e Flip partono per liberare il loro amato re. Dopo svariate peripezie, Nemo riesce infine, con l'aiuto dello scettro reale, a sconfiggere il terrificante Re dell'Incubo e così a rimediare al grave danno da lui commesso. Divenuto un eroe, il piccolo Nemo lascia il regno dei Sogni insieme a Camilla e fa ritorno a casa tra addii e festeggiamenti. Nell'atto finale il protagonista si sveglia sorridente nel suo letto e comprende di aver fatto un bellissimo sogno e di poter adesso finalmente dormire sonni tranquilli.

## Personaggi
Nemo
È il protagonista del film. Ha dieci anni e soffre di costanti incubi; è un bambino molto dolce, vivace, gentile, allegro, coraggioso, premuroso e impigiamato, ma è solito perdere la testa di tanto in tanto. Un esempio del suo carattere avviene quando l'ingenua principessa si prende gioco di lui e del suo pigiama e si riferisce ad Icaro come ad un "ratto". È stato convocato nel Mondo dei Sogni dal professor Genio per essere il compagno di giochi della principessa e (come scoprirà più tardi) il futuro principe del Mondo dei Sogni. Scoprirà infine di essere davvero innamorato della principessa Camilla.
Icaro
È un simpatico e amichevole scoiattolo volante, comunica principalmente attraverso una serie di nervosismi striduli, la maggior parte incomprensibili, indossa un casco aeronautico d'epoca e vanta di essere il miglior amico di Nemo. Come la maggior parte dei personaggi, Icaro si indispettisce spesso, di solito quando viene chiamato "ratto" dalla principessa e poi di nuovo (accidentalmente) da Nemo. Tuttavia, è di solito pronto a perdonare.
Camilla
È la principessa del Mondo dei Sogni e come Nemo ha all'incirca dieci anni. Dopo un inizio accidentato, lei e Nemo diventano amici e gran compagni di giochi. Camilla detesta Flip e dopo la scomparsa di suo padre, attribuirà a lui ogni responsabilità. Fermata da Nemo, non condannerà infine Flip, bensì lo costringerà, sotto consiglio dell'amico, a fare loro da guida per il Mondo dell'Incubo. È innamorata di Nemo.
Re dell'Incubo
È il principale antagonista del film, è un demone malvagio, crudele, potente, infido, temuto e tenebroso, ed esiliato e sigillato molto tempo fa nel regno oscuro degli incubi, torna nel Mondo dei Sogni grazie all'involontario aiuto di Nemo che gli consente di rapire Re Morpheus e di imprigionarlo nella sua fortezza. Attirato poi anche Nemo nel suo regno, cercherà in tutti i modi di catturare e distruggere l'oggetto di cui ha più paura: lo scettro reale.
Re "Morphy" Morpheus
Morpheus è il re del Mondo dei Sogni e il padre della principessa Camilla. È lui ad ordinare al professore di portare Nemo nel suo regno; con lui condivide l'interesse per i treni e le macchine a vapore, ed essendo abituato solitamente a giocare di nascosto nelle stanze del palazzo, incontra per la prima volta il piccolo Nemo proprio durante uno dei suoi giochi. Col tempo crescerà in lui l'affetto per il giovane ragazzo e a lui deciderà infatti di dare in custodia "la chiave d'oro" e lo scettro reale.  Morpheus verrà poi rapito dal re dell'incubo e toccherà proprio a Nemo il compito di salvarlo.
Professor Genius
È una sorta di consigliere del re Morpheus. Egli fa del suo meglio per aiutare e vigilare su Nemo, in particolare cerca in tutti i modi di terer lontano Flip. È molto educato e anche se cerca di mantenere un aspetto formale ovunque vada, il professore non può resistere alla tentazione di ballare ogni volta che gli si presenta l'occasione.
Flip
È la pecora nera del Mondo dei Sogni e un piantagrane straordinario. È la prima persona che incontra Nemo e il responsabile della maggior parte dei guai che accadono nel regno. Nella storia rivela di essere l'unico in possesso della mappa del mondo dell'Incubo e tra continui scherzi e danni, infine inconsapevolmente commette insieme a Nemo l'errore di aprire l'accesso al terribile Re dell'Incubo.

## Produzione
L'idea di portare sul grande schermo l'opera del celebre autore statunitense Winsor McCay fu in origine del produttore giapponese Yutaka Fujioka. Il suo sogno era di creare un lungometraggio d'animazione utilizzando le risorse della sua casa produttrice: Tokyo Movie Shinsha. Come primo passo verso la realizzazione di questo progetto, nel 1977 Yutaka si recò personalmente a Monterrey, in California, per convincere i discendenti di McCay a permettergli di ottenere i diritti cinematografici del fumetto. Un anno più tardi, fu avvicinato da George Lucas per la produzione del film, ma dopo aver riscontrato alcuni problemi con la trama, Lucas lo abbandonò. Dopo il rifiuto anche di Chuck Jones, il film venne ufficialmente annunciato come progetto nel 1982. Nel febbraio dello stesso anno, fu creata la società TMS/Kinetographics per la produzione di Nemo e il miglior staff di tutto il mondo si radunò per portare a compimento il grande sogno di Fujioka. Gary Kurtz fu nominato per la produzione americana, mentre Ray Bradbury e successivamente Edward Summer per scrivere la sceneggiatura.
Nei primi anni '80, sia Hayao Miyazaki che Isao Takahata vennero coinvolti per il film, ma entrambi si trovarono in disaccordo per le diverse scelte: in sostanza, Miyazaki non era interessato a creare un film di animazione in cui tutto fosse un sogno, e Takahata era più interessato a creare una storia in cui si raccontasse la crescita di Nemo, come ragazzo. Miyazaki ha poi descritto il suo coinvolgimento nel film come "la peggiore esperienza della sua carriera professionale." Andy Gaskill e Yoshifumi Kondō presero in mano la produzione nel marzo del 1985
Anche Brad Bird e Jerry Rees lavorarono per un mese al film come animatori attraverso il dipartimento americano, quando all'epoca erano anche impegnati per un adattamento - mai andato in porto - di The Spirit di Will Eisner, con Gary Kurtz. Durante la produzione, ai due veniva chiesto regolarmente, come animatori, cosa stessero facendo e la risposta che comunemente davano era: "stiamo solo illustrando ciò che Bradbury sta scrivendo". Dopo l'incontro con Bradbury in persona e dopo aver chiesto a lui la storia che stava scrivendo per il film, ha risposto "Sto finendo di mettere per iscritto ciò che questi meravigliosi artisti stanno disegnando." Dopo il loro incontro con Bradbury, Bird e Rees si guardarono in faccia ed esclamarono: "uh-ohhh."
Dopo che anche loro ebbero lasciato il progetto, Fujioka contattò Chris Columbus, Moebius, John Canemaker e riassunse Summer per un'altra sceneggiatura. Successivamente venne scelto anche Richard Outten, mentre Chris Columbus era impegnato per il suo debutto alla regia con Adventures in Babysitting. Molti animatori della Disney, tra cui Ken Anderson e Leo Salkin, lavorarono su singole sequenze, e John Canemaker, Corny Cole e Brian Froud collaborarono per lo sviluppo visivo. Frank Thomas, Ollie Johnston (accreditato come Oliver Johnston), e Paul Julian vennero consultati per la produzione. I famosi fratelli Sherman ( Richard M. Sherman e Robert B. Sherman ) furono assunti per scrivere le canzoni per Nemo. Fu per loro il primo film anime, anche se non il loro primo film d'animazione: la coppia aveva già lavorato su diversi progetti della Disney, tra cui Il libro della giungla.
Un piccolo avanzamento della produzione fu fatto fino a gennaio del 1988, quando fu fatta una cernita delle idee appese sui muri degli studi di Los Angeles al fine di creare una storyboard finale del film. Fu a questo punto che Masami Hata divenne direttore presso lo studio di TMS e Frank e Ollie raccomandarono William T. Hurtz come direttore della parte della produzione americana. Anche se derivato da un fumetto americano, Piccolo Nemo è stato animato dalla giapponese Tokyo Movie Shinsha e così è considerato anime. Per questo motivo, è stato anche il primo anime a ricevere un comunicato nazionale negli Stati Uniti.

## Distribuzione
Il film è uscito in Giappone il 15 luglio 1989. In parte a causa
della forte concorrenza, ha incassato soltanto 900 milioni di yen (10 milioni di dollari), a fronte di un budget di circa 3 miliardi di yen (35 milioni di dollari). Ufficialmente è stato quindi considerato un flop al box. In seguito, Yutaka Fujioka ha deciso di ritirarsi dal business dell'animazione e TMS ha preso la decisione di concentrarsi sul business degli anime, dei programmi basati a livello locale e l'animazione per outsourcing a base di produzioni occidentali, tra cui I favolosi Tiny.
È stato poi distribuito, dopo tre anni, negli Stati Uniti in 579 sale il 21 agosto 1992 dalla Hemdale Film Corporation. Ha ricevuto per lo più recensioni positive dalla critica americana, tra cui il Washington Post, Variety, il New York Post, il Boston Globe e il New York Times. Roger Ebert ha dato 2 stelle su 4, anche se in una nota positiva ha scritto: "Little Nemo è un interessante se non un grande film, con alcuni caratteri 'jolly', alcune canzoni allegre e alcune sorprese visive". Il film uscì nelle sale cinematografiche italiane a maggio 1994.

### Edizioni home video
Il film è stato pubblicato in VHS dalla Hemdale Home Video Inc. il 2 marzo 1993. Hemdale ha prodotto anche una serie da collezione che include un filmato VHS, uno storyboard e una cassetta con incisa la colonna sonora. Il 5 ottobre 2004, Little Nemo è uscito anche in DVD ad opera della Our Time Home Entertainment (su licenza di TMS, che aveva ripreso i diritti per il film dopo Hemdale) negli Stati Uniti. Tutti i tagli effettuati nella versione da 84 minuti del lungometraggio originale sono stati reinseriti nel DVD senza che venissero menzionati o affrontati nei materiali DVD, accrescendo in questo modo la durata del film per un totale di 95 minuti.
In Italia non ci fu alcuna edizione DVD del film, ma solo un'unica edizione VHS edita dalla RCS a ottobre 1994.

#### Differenze tra edizione VHS e DVD
Le scene che seguono sono state reintegrate sia nella versione giapponese del DVD che in quella statunitense. Riguardano per la maggior parte piccoli tagli o aggiustamenti, per una durata complessiva di circa 10 minuti e 30 secondi:
- Vengono inseriti i titoli di testa, mancanti nella versione originale.
- Incrementata di 10 secondi la scena in cui Nemo cade nel sogno.
- Reinseriti 10 secondi di scena in cui Nemo cerca di superare il treno.
- Aggiunta un'intera scena di 1 minuto e 43 secondi in cui Nemo cammina sonnambulo nella cucina e porta via furtivamente una torta, che aveva promesso alla madre di non prendere. Una volta scoperto e rimproverato, si affretta poi di nuovo a tornare nella sua stanza. Questo spiega l'origine del "Ricorda la tua promessa!", nota che appare ancora più avanti nel film, come riferimento alla promessa fatta da Nemo al re Morfeus.
- Inserita una scena di 12 secondi durante i quali Genio e Nemo raggiungono il piano dove si trova la Principessa Camilla.
- Reintegrata l'intera scena di 2 minuti in cui Nemo e Flip seminano la polizia del Mondo dei Sogni e scappano in volo grazie all'intervento di Crow. La "Fase 4" del gioco arcade Capcom si basa su questa scena.
- Vengono aggiunti 1 minuto e 53 secondi alla scena del ballo. Inoltre sono incluse le riprese aggiuntive di Nemo e Icaro che si affrettano a recuperare, invano, la chiave d'oro.
- Reinserita una scena di 17 secondi in cui Nemo, Icaro, Flip, la principessa e il Professore attraversano a piedi una foresta spettrale sulla strada per la dimora del Re dell'Incubo.
- Incrementata di 14 secondi la scena durante la quale Nemo viene disturbato dal battibecco tra gli Oomps e Icaro, mentre cerca di studiare l'incantesimo.
- Aggiunto un minuto intero, durante il quale uno degli scagnozzi del Re dell'Incubo riferisce al suo padrone che Nemo e lo scettro sono stati presi. Ma quando la razza lo informa che Nemo è ancora vivo e che la notizia è di conseguenza falsa, l'oscuro signore spazza via con i suoi poteri i servitori incapaci.
- Dopo la scena in cui il re Nightmare viene sconfitto, appaiono 40 secondi extra in cui Icarus trova Nemo esanime e prova con tutte le sue forze ad attivare lo scettro reale.
- Verso la fine, vengono reinseriti 6 secondi dove, dopo essersi svegliato dal suo sogno, Nemo si scusa con sua madre per aver infranto la sua promessa prendendo la torta dalla cucina.

## Accoglienza
Sebbene abbia avuto una buona accoglienza, il film non è riuscito a incontrare i favori del pubblico. Nel suo weekend di apertura negli States, Nemo ha incassato circa 407.695 dollari per un totale lordo di circa 1.368 000 dollari. Il suo successivo lancio su home video ha aiutato a recuperare i costi, arrivando in cima alle classifiche con oltre due milioni di copie vendute. Ha vinto il "Premio del Pubblico" all'Amsterdam's 1992 Cinekid Festival ed è stato nominato "miglior film d'animazione" del 1993 agli Annie Award.
In Italia non ha avuto recensioni altrettanto positive:
(La Repubblica, Oscar Cosulich, 12 giugno 1994)

## Videogioco
Dopo l'uscita del film giapponese, Capcom ha sviluppato un gioco per Nintendo, intitolato Little Nemo: The Dream Master, distribuito alla fine del 1990. Il lancio americano del gioco anticipò l'uscita del film di ben due anni e di conseguenza ebbe un diverso impatto con i giocatori. Un gioco arcade, sempre di Capcom, fu sviluppato in quello stesso anno con il titolo di Nemo, basato più sui fatti del film.